# Limenitis chinensis
Limenitis chinensis är en fjärilsart som beskrevs av Hall 1930. Limenitis chinensis ingår i släktet Limenitis och familjen praktfjärilar. Inga underarter finns listade i Catalogue of Life.